# 洛伦·默奇森
洛伦·默奇森（英語：Loren Murchison，1898年12月17日—1979年6月11日），美国男子田径运动员，主攻短跑。他曾代表美国参加1920年和1924年夏季奥林匹克运动会田径比赛，获得二枚金牌。